# ظلال جسد ضفاف الرغبة (رواية)
ظلال جسد ضفاف الرغبة، رواية صدرت في 2017 للكاتب سعد محمد رحيم (مواليد 1957 - توفي في 9 أبريل 2018) كان كاتب ومؤلف قصص عراقي. توجت الرواية بجائزة كتارا للرواية العربية عن فئة الروايات غير المنشورة 2016.

## ملخص الرواية
"ظلال جسد ضفاف الرغبة" هي رواية لسعد محمد رحيم تعكس حياة بغداد في فترة ما بعد الاحتلال الأمريكي في 2003. تعتمد الرواية منهجاً وصفياً يميل إلى التحليل، وتجسد فكرة "ما وراء الرواية" من خلال إحالات مدعومة في نص الرواية تشير إلى أن ما يُسرد هو جزء من فضاء الرواية، وفي الوقت نفسه مرتبط بفضاء النقد.
السارد يتجرب بمصطلح "ما وراء الرواية" ليعبر عن فكرة نقدية ترتبط ببناء السرد. يقدم السارد إحالات مندغمة في النص تعتبر تجريباً، مما يسهم في إثراء تجربة القارئ وتوجيه التفكير نحو تحليل البنية الروائية. الرواية تستخدم أسلوبًا يشبع بالدلالات والإشارات، وتقدم تفاصيل حياة امرأة في بغداد أوائل عام 2004، متناولة الحرب وتأثيرها الخاسر على المدينة وسكانها.
السارد يستخدم الإحالات المندغمة لتشكيل جوانب التجريب في النص، ويدخل في حوار مع القارئ بصيغة الجمع، يشير فيها إلى أنه يسعى لتحقيق إقفال يتيح للقارئ تعبئة الفراغات والمشاركة في بناء السرد. النص يقدم تحليلًا معاصرًا للرواية ويتجاوز حدود السرد التقليدي بتجربته الفنية والتفاعل مع العناصر المتنوعة للنص.

## جوائز
توجت الرواية بجائزة كتارا للرواية العربية في فئة "الروايات غير المنشورة" 2016.